# Maximiliano Pérez (Fußballspieler, 1995)
Maximiliano Pérez, vollständiger Name Elbio Maximiliano Pérez Azambuya, (* 8. Oktober 1995 in Montevideo) ist ein uruguayischer Fußballspieler.

## Karriere

### Verein
Der 1,80 Meter große Offensivakteur Pérez entstammt der Jugendabteilung des uruguayischen Erstligisten Defensor Sporting. Er gehört in der Spielzeit 2014/15 dem erweiterten Kader der Profimannschaft an. In der Primera División wurde er nicht eingesetzt, stand jedoch am 31. August 2016 erstmals im Spieltagskader eines Erstligaspiels. Im Januar 2017 wechselte er auf Leihbasis innerhalb der Liga zu Boston River. Dort debütierte er am 25. Februar 2017 bei der 0:1-Heimniederlage gegen den Racing Club de Montevideo in der höchsten uruguayischen Spielklasse, als er von Trainer Alejandro Apud in der 77. Spielminute für Federico Pintos eingewechselt wurde. Während der laufenden Saison 2017 absolvierte er bislang (Stand: 10. März 2017) zwei Erstligapartien (kein Tor) und eine Begegnung (kein Tor) in der Copa Sudamericana 2017.

### Nationalmannschaft
Pérez ist mindestens seit März 2014 Mitglied der von Trainer Fabián Coito betreuten uruguayischen U-20-Nationalmannschaft. Am 22. Mai 2014 stand er bei der 0:1-Niederlage gegen Paraguay in der Startelf. Des Weiteren absolvierte er das Länderspiel am 22. September 2014 gegen Peru.